# Mont Hadis
Le mont Hadis ou mont Hatis, en arménien Հատիս, Hadis Lerr, ou encore Gora Gadiz et Gora Atis, est une montagne et volcan éteint d'Arménie situé au nord-est de la capitale Erevan et au sud-ouest du lac Sevan. À son sommet à 2 528 mètres d'altitude se trouve un site archéologique préhistorique.
La construction d'une statue monumentale d'un Christ de 77 mètres de hauteur — la plus grande du monde une fois construite — à l'initiative de l'homme d'affaires et politicien arménien Gagik Tsarukyan est à l'origine d'une polémique dans le pays.

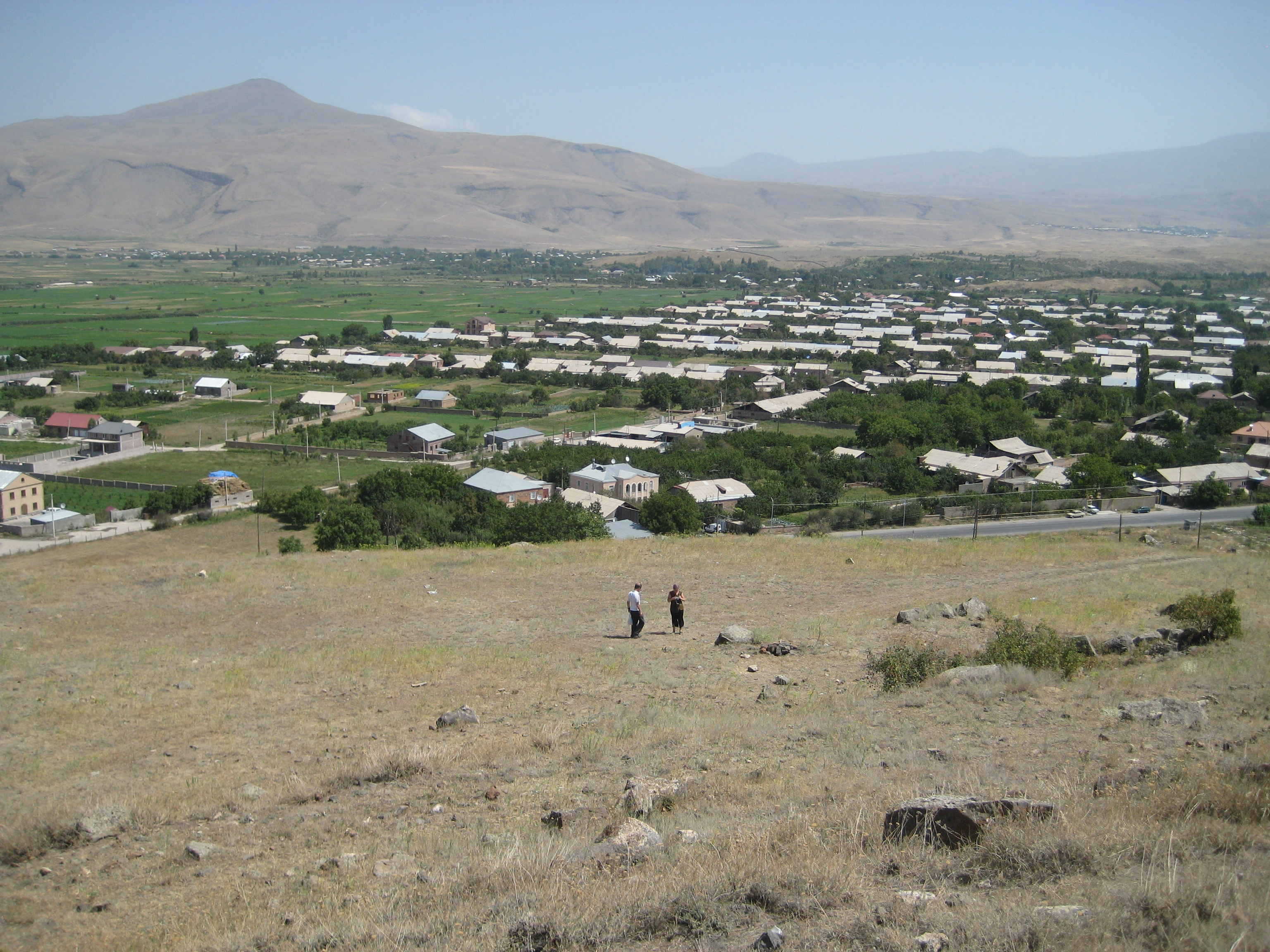
La ville d'Aramus au pied du mont Hadis.